# باولو سيلاس
باولو سيلاس (بالبرتغالية: Paulo Silas‏) ، من مواليد 27 أغسطس 1965 ، لعب مع منتخب بلاده البرازيل ببطولة العالم لكرة القدم لدرجة الشباب، وحصل على الحذاء الذهبي لهذه البطولة.

## وصلات خارجية
- باولو سيلاس على موقع الاتحاد الدولي (مؤرشف)  (الإنجليزية)
- باولو سيلاس على موقع رابطة كرة القدم اليابانية للمحترفين (اليابانية)
- باولو سيلاس على موقع قاعدة بيانات كرة القدم.إي يو (الإنجليزية)
- باولو سيلاس على موقع ناشيونال فوتبول تيمز (الإنجليزية)
- باولو سيلاس على موقع Soccerway.com (الإنجليزية)
- باولو سيلاس على موقع عالم كرة القدم.نت (الإنجليزية)
- باولو سيلاس على موقع كووورة
- Futpédia
- Sambafoot
- Ogol
- Zerozero
- Pelé.net - Entrevista